# Cowboy-Gangster
Cowboy-Gangster ist ein US-amerikanischer Western aus dem Jahr 1949 von William Beaudine mit Don Barry und Marjorie Steele in den Hauptrollen. Der Film wurde von Lippert Productions, Inc. produziert.

## Handlung
Der Reporter Dan Reilly ist mit der Fotografin Margie frisch verheiratet. Beim Einkauf macht Margie ein Foto ihres Mannes vor einer Metzgerei, die gerade von drei Männern verlassen wird. In der Metzgerei finden sie den Inhaber Mr. Schultz zusammengeschlagen auf. Schultz will aber nichts sagen. Dan ist sich sicher, dass die drei Männer, die auf dem Foto sein müssen, den Metzger verprügelt haben. Zwei der Männer, Vince und Sniffy, folgen Dan und schlagen ihn nieder. Danach brechen sie in Margies Fotostudio ein und stehlen den Film.
Dan informiert seinen Herausgeber Hutchinson, dass er einer Story auf der Spur sei. Danach trifft er sich mit dem Ermittler Patterson von der Gesundheitsbehörde, der ihm mitteilt, dass illegale Fleischlieferungen an Metzger durchgeführt werden. Hutchinson verkündet in seiner Zeitung den Beginn einer Artikelserie zu dem Thema. Dan wird von einem Metzger namens Al Foster angerufen, der ihm Informationen geben will. Am Treffpunkt wird Dan jedoch von Vince und Sniffy überwältigt. Sie bringen ihn mit verbundenen Augen zu ihrem Boss, Morgan, der ihn bestechen will. Dan lässt sich nicht darauf ein und wird zusammengeschlagen und ausgesetzt.
Am nächsten Tag beobachten Dan und Margie die Metzgerei von Schultz. Als eine Lieferung ankommt, folgen sie dem Lastwagen zu einer Ranch. Als Jim und Amy fragen sie nach Arbeit, Margie/Amy wird als Köchin eingestellt. Morgan lässt die Lieferungen fürs Erste stoppen, schickt aber seine Leute auf die Suche nach neuen Rindern aus. Als ein Pilot eine Rinderherde entdeckt, plant Grant, der Inhaber der Ranch, diese Rinder in der Nacht zu stehlen. Da er nicht genug Leute hat, fragt er Dan um Hilfe. Nachdem die Rinder eingefangen sind, erfährt Dan von Gangmitglied Herman wann und wo die nächste Herde gefangen werden soll. Dan informiert Hutchinson darüber.
Da Steve, mit dem Dan schon aneinandergeraten ist, betrunken ist, nimmt Grant Dan erneut mit. Der Diebstahl wird von zwei Ranchern unterbrochen. Es kommt zu einem Schusswechsel, bei dem Dan einen der Rancher erschießt. Die Gangmitglieder wissen nicht, dass beide Rancher von Hutchinson geschickt wurden und Dan mit Platzpatronen geschossen hat. Hutchinson platziert einen Artikel über den Mord an dem Rancher. Morgan ist zornig und fährt zur Ranch, wo ihm Dan ausweichen kann. Steve wird verdächtigt, Hinweise gegeben zu haben und von Morgan gefeuert. Als Steve aufbegehrt, wird er von Morgan erschossen, was Margie heimlich auf Film festhält. Auf dem Weg zurück in die Stadt einigen sich Morgan und Vince darauf, dass Dan den Autor des Artikels, Reilly, aus dem Verkehr ziehen soll.
Vince und Sniffy durchsuchen Dans Wohnung und finden ein Foto von Margie, die sie als Köchin Amy wiedererkennen. Zur gleichen Zeit beauftragt Morgan Dan, den er wegen der Augenbinde beim ersten Treffen nicht erkennt, Reilly für 1.000 Dollar umzubringen. Als Vince und Sniffy mit dem Foto auftauchen, ist Dan enttarnt. Er kann mit einem Sprung durchs Fenster den Gangstern entkommen. Dan eilt zur Ranch, die von der von Hutchinson alarmierten Polizei abgeriegelt ist. Nach einer Schießerei kann die Gang festgenommen werden.

## Produktion

### Hintergrund
Gedreht wurde der Film Ende August 1949 in Agoura Hills sowie in den Sutherland-Studios in Los Angeles.

### Stab
Frank Paul Sylos oblag die künstlerische Leitung.

### Besetzung
In einer kleinen nicht im Abspann erwähnten Nebenrolle trat Margia Dean auf.

## Veröffentlichung
Die Premiere des Films fand am 15. November 1949 statt. In der Bundesrepublik Deutschland kam er im August 1952 in die Kinos.

## Kritiken
Das Lexikon des internationalen Films schrieb: „Professionell gemachter Action-Western, dessen eigentlicher Vorteil in seiner Kürze liegt.“
Der Kritiker des TV Guide sah eine langsame Kriminalgeschichte.